# 钻探
钻探（英语：Hydrocarbon exploration）是勘探的一部分，是指利用深部鑽探的機械工程技術，以開採地底或者海底自然資源，或者採取地層的剖面實況，擷取實體樣本，以提供實驗以取得相關數據資料等。鑽探方法基本上是螺鑽法、沖洗法、衝擊法（英文：Percussion drill）、旋轉法（英文：Rotary drill）、取岩心法（英文：Core drill）、不取岩心法（英文：Non-core drill）、旋轉衝擊法（英文：Rotary-Percussion drill）、手鑽（英文：Hand Auger）、旋葉鑽（英文：Flight Auger）、水沖鑽（英文：Wash Boring）及黏土切土管（英文：Clay Cutter）等等。根據不同的地形、環境及實際情況，通過觀察及評估等等詳細規劃，再加上判斷於限制（包括人力資源及設備等），而決定採用何種钻探方法。

## 歷史
不晚于汉朝（公元前202至后220年），漢人就知道利用深部钻探來作为开采和其他项目──例如，利用井架将卤水透过竹制管线抽起上升到蒸馏炉（学者迈克·洛伊说它是用天然气來加热），在此卤水含的盐可以被处理；这整个钻探卤水过程的场面皆被绘畫于四川省一处汉代陵墓砖制浮雕作品上。而且洛伊指出，钻孔遗址可能达到600米（2,000尺）深。 学者K.S.汤姆介绍了钻井过程：「中国先民深钻的方法是由一组壮丁在横梁上跳上跳下，以冲击钻头，同时钻孔工具是由水牛与家牛带动旋转。」 这种过程与1860年代在美国加利福尼亚州用来提取石油的方法完全相同（即「踩下它」（Kick Her Down））。 在河北省兴隆的一处西汉时期青铜铸造厂附近有著采矿竖井（内置提取铜设施，这個可以与锡一同冶炼成青铜），该竖井深入地底达到100米（328英尺），并且附带宽敞的采矿区；竖井与采矿间皆以木料框、梯子与铁工具所完成建造。
1978年，美國鑽探船於馬里亞納海溝創下了最深海底鑽探世界紀錄。
2012年4月26日，日本海洋研究開發機構宣布，地球號海底鑽探船的鑽頭已經抵達海平面以下7,740米處，刷新了海底科技研究鑽探的世界紀錄。該探測船當前正在日本宮城縣牡鹿半島近海海域，為探明東日本大地震的發生機制進行鑽探作業。

## 相關參見
- 鑽
- 油井
- 深海鑽探計劃